# درگیری ۱۴۰۳ ایران و اسرائیل
در سال ۱۴۰۳، با افزایش تنش‌ها، جنگ نیابتی ایران و اسرائیل به درگیری مستقیم بین دو کشور تبدیل شد. در ۱۳ فروردین، اسرائیل کنسولگری ایران در دمشق را بمباران کرد و چندین مقام ارشد ایرانی را کشت. در پاسخ، ایران و نیروهای نیابتی آن در ۲۵ فروردین حملاتی را به اسرائیل انجام دادند. اسرائیل سپس در ۳۱ فروردین حملات تلافی‌جویانه را در ایران، عراق و سوریه انجام داد.
حملات اسرائیل محدود بود و تحلیلگران گفتند که نشان‌دهنده تمایل به کاهش تنش بود. ایران به این حمله پاسخی نداد و تنش‌ها به درگیری نیابتی کاهش یافت.
بازیگران دیگری نیز در درگیری شرکت کردند. ایالات متحده، بریتانیا، فرانسه و اردن هواپیماهای بدون سرنشین ایرانی را برای دفاع از اسرائیل رهگیری کردند. نیروهای نیابتی ایران هم در منطقه به اسرائیل حمله کردند.
تنش‌ها پس از ترور اسماعیل هنیه، رهبر سیاسی حماس در ۱۰ مرداد، که چند ساعت پس از حمله به حاره حریک و ترور فؤاد شکر، فرمانده حزب‌الله رخ داد، افزایش یافت. ایران و حزب‌الله متعهد به انتقام شدند.
در ۱۰ مهر، ایران، باری دیگر با موشک‌های بالستیک به اسرائیل حمله کرد.

## پیش‌زمینه
پس از انقلاب ۱۳۵۷، ایران، موضع تندتری نسبت به اسرائیل اتخاذ کرد و با حمایت ایران از مبارزان شیعه و فلسطینی لبنان در طول جنگ ۱۹۸۲ لبنان، جنگ نیابتی، شکل گرفت. ایران شروع به کسب قدرت و نفوذ با سایر کشورها و گروه‌ها کرد. با تلاش اسرائیل برای توقف برنامه هسته‌ای ایران و رویارویی‌ها در طول جنگ داخلی سوریه درگیری بالا گرفت.
در ۷ اکتبر ۲۰۲۳، حماس، یک گروه شبه نظامی فلسطینی که تا حدی توسط ایران تأمین مالی می‌شود، حمله‌ای را به اسرائیل آغاز کرد که منجر به کشته شدن ۱۲۰۰ اسرائیلی و شروع جنگ اسرائیل و حماس شد. اسرائیل همچنین با حزب‌الله نیابتی ایران در لبنان درگیر شد. پس از این حمله، اسرائیل به عنوان تلافی‌جویانه، به‌طور مکرر نیروهای ایرانی و نیروهای نیابتی خود را در سوریه هدف قرار داد. ترس از جنگ منطقه‌ای در ماه‌های بعد افزایش یافت.

### تنش‌ها در جریان جنگ اسرائیل و حماس
سید رضی موسوی در ۲۵ دسامبر ۲۰۲۳ در یک حمله هوایی هدفمند اسرائیل به محل اقامتش در سیده زینب، در ۱۰ کیلومتر (۶ مایل) جنوب دمشق، در بحبوحه جنگ اسرائیل و حماس کشته شد. ترور موسوی بالاترین قتل یک مقام ارشد نظامی ایران از زمان ترور هدفمند قاسم سلیمانی تا زمان ترور محمدرضا زاهدی در سال ۲۰۲۴ بود.
در ۲۰ ژانویه ۲۰۲۴، صادق امیدزاده به همراه چهار مقام ایرانی دیگر به نام‌های علی آقازاده، سعید کریمی، حسین محمدی و محمدامین صمدی طی جلسه‌ای در ساختمانی در منطقه مزه دمشق کشته شدند. بنا به گزارش دیدبان حقوق بشر سوریه، حملات هوایی اسرائیل منجر به تخریب کامل ساختمان و کشته شدن حداقل ۱۰ نظامی شد.

## جدول زمانی

### حمله به کنسولگری ایران در دمشق (۱ آوریل)
اسرائیل در اول آوریل سفارت ایران در دمشق سوریه را بمباران کرد. در این حمله ۱۶ نفر از جمله چندین افسر ایرانی و جنگجویان نیابتی کشته شدند. مهم‌تر از همه، محمدرضا زاهدی، از فرماندهان سپاه قدس در این حمله هوایی کشته شد. مقامات ایرانی در ساختمان ظاهراً در زمان حمله با رهبران مبارز فلسطینی ملاقات داشتند.

### تدارکات اسرائیل (۲ تا ۱۲ آوریل)
ایران متعهد شد که پاسخ دهد و منابع غربی مشکوک بودند که مستقیماً به داخل اسرائیل حمله خواهد کرد. اسرائیل در روزهای منتهی به حمله آماده‌سازی را آغاز کرد و سفارتخانه‌های اسرائیل را تخلیه کرد و سیگنال‌های GPS را در صورت بمباران هوایی مختل کرد. فرانسه نیروی دریایی خود را برای دفاع از اسرائیل مستقر کرد.

### توقیف کشتی MSC Aries (۱۳ آوریل)
در ۱۳ آوریل ۲۰۲۴، ایران کنترل کشتی کانتینری MSC Aries متعلق به کشتیرانی گورتال را به دست گرفت و به شرکت کشتیرانی مدیترانه (MSC) اجاره داد. این شرکت که بخشی از آن متعلق به تاجر اسرائیلی ایال اوفر است، گفت که گورتال شیپینگ وابسته به Zodiac Maritime است. این حادثه دزدی دریایی بین‌المللی نام گرفت. این کشتی توسط کماندوهای ایرانی در تنگه هرمز در آب‌های بین‌المللی در سواحل امارات توقیف شد. سپس به ایران برده شد. در پی این حادثه، اسرائیل از اتحادیه اروپا خواست سپاه پاسداران را تحریم کند.

### حمله ایران به اسرائیل (۱۳ آوریل تا ۱۴ آوریل)
در اوایل ۱۳ آوریل، حزب‌الله با حدود ۴۰ موشک به جنوب اسرائیل حمله کرد. اسرائیل با بمباران یک سایت تولید تسلیحات حزب‌الله در لبنان پاسخ داد. الجزیره گفت که این حمله احتمالاً مربوط به حمله ایران در اواخر همان روز بوده است.
بعدها ایران با حدود ۳۰۰ پهپاد و ۲۰۰ موشک بالستیک به اسرائیل حمله کردند. حوثی‌ها، مقاومت اسلامی در عراق و یک نماینده ناشناس در سوریه نیز تحت فرماندهی ایران حملاتی را به اسرائیل انجام دادند. ایالات متحده، بریتانیا و اردن بیش از ۱۰۰ پهپاد ایرانی را رهگیری کردند. این پهپادها و موشک‌ها در نهایت به شهرهای مختلف در سراسر اسرائیل، کرانه باختری و بلندی‌های جولان حمله کردند. این حمله همچنین به پایگاه‌های هوایی نتاویم و رامون آسیب رساند. تنها مصدوم این حمله یک دختر ۱۰ ساله عرب اسرائیلی بود که در اثر برخورد ترکش موشک جهت مداوا به بیمارستان انتقال پیدا کرد.

### تشدید تنش‌ها (۱۴ آوریل تا ۱۸ آوریل)
مقامات اسرائیلی و آمریکایی در آن شب ارزیابی‌های موقعیتی انجام دادند. ایالات متحده اعلام کرد که در حمله تلافی‌جویانه به ایران شرکت نخواهد کرد. ایران تهدید کرد که اگر اسرائیل مستقیم یا غیرمستقیم انتقام بگیرد، با شدت بیشتری پاسخ خواهد داد. اسرائیل گفت این حمله مستلزم پاسخ است. ایالات متحده به اسرائیل هشدار داد که خویشتن داری کند و کابینه جنگی اسرائیل در مورد میزان پاسخ اسرائیل بحث کرد.
در ۱۴ آوریل، حزب‌الله و حوثی‌ها بار دیگر به اسرائیل حمله کردند.
به گفته منابع اسرائیلی، اسرائیل قصد داشت نخستین گام‌های خود را در حمله زمینی به رفح در طول هفته آغاز کند، اما آن را به تعویق انداخت تا پاسخ خود به حملات ایران به اسرائیل را بررسی کند.
کابینه جنگ در هفته بعد بر سر پاسخ اسرائیل به بحث و جدل ادامه داد. کابینه گزینه‌های نظامی و دیپلماتیک را مورد بررسی قرار داد و فشار بین‌المللی برای کاهش تنش بر تصمیمات تأثیرگذار بود. در ۱۸ آوریل، گزارش شد که ایالات متحده در ازای عدم حمله اسرائیل به ایران، برای حمله به رفح چراغ سبز می‌دهد. ایالات متحده و اتحادیه اروپا تحریم‌های ایران را تشدید کردند.

### پاسخ اسرائیل (۱۹ آوریل)
صبح روز ۱۹ آوریل، اسرائیل علیه ایران تلافی کرد. اسرائیل به سه هدف در نزدیکی یا درون فرودگاه بین‌المللی اصفهان از جمله یک پایگاه نظامی حمله کرد. ایران مدعی شد که همه پرتابه‌های اسرائیل را ساقط کرده و این انفجارها از پدافند هوایی بوده است، اما آمریکا و اسرائیل این موضوع را تکذیب کردند. تصاویر ماهواره‌ای هیچ نشانه‌ای از آسیب به پایگاه را نشان ندادند. اسرائیل هیچ اظهار نظری نکرده و مسئولیت هیچ حمله‌ای را به عهده نگرفت. در جنوب سوریه، پایگاه‌های ارتش سوریه هدف قرار گرفتند که منجر به خسارات مادی شد. صدای انفجارها و جت‌های جنگنده در عراق نیز شنیده شد، و بقایای یک موشک اسرائیلی در مرکز عراق یافت شد که نشان می‌دهد اسرائیل از آنجا شلیک کرده است.
اواخر ۱۹ آوریل، پایگاه‌های نیروهای حشد شعبی در عراق هدف قرار گرفت. اسرائیل به این حمله متهم شد ولی در واقع مسئولیت آنها را بر عهده نگرفت. در ۲۰ آوریل، مقاومت اسلامی در عراق مسئولیت یک حمله پهپادی که ایلات را هدف قرار داد، پذیرفت و گفت که این حمله در پاسخ به حمله ادعایی بوده است.

### کاهش تنش‌ها (آوریل تا ژوئیه)
رسانه‌های دولتی ایران حمله اسرائیل را کم‌اهمیت جلوه دادند. مقامات ایرانی گفته‌اند که هیچ اقدام تلافی‌جویانه‌ای علیه اسرائیل وجود نداشته است. یک منبع ناشناس به سی‌ان‌ان گفت که حملات مستقیم دولت به پایان رسیده است. تحلیلگران گفتند که حمله و واکنش ایران نشان داد که هر دو طرف خواهان کاهش تنش هستند، اما اسرائیل به‌طور بالقوه می‌تواند در یک جنگ تمام عیار آسیب بیشتری وارد کند.
با وقوع سانحه سقوط بالگرد در ورزقان، برخی انگشت اتهام را به سمت اسرائیل نشانه رفتند و به احتمال دست داشتن آن در این سانحه اشاره کردند. روزنامه جمهوری اسلامی روز پنج‌شنبه سوم خرداد در مطلبی تحلیلی با بیان فرضیات مختلف از احتمال توطئه خارجی در سقوط بالگرد خبر داد. این موضوع در حالی بود که یک مقام ارشد دولت جو بایدن به شبکه ان‌بی‌سی نیوز گفته است «هیچ دخالت خارجی‌ای» در سقوط بالگرد حامل ابراهیم رئیسی وجود نداشته است. همچنین مقامات اسرائیلی اعلام کردند که هیچ نقشی در سقوط هلیکوپتر نداشته‌اند.

### ترور اسماعیل هنیه (۳۱ ژوئیه)
در ۳۱ ژوئیه ۲۰۲۴، اسماعیل هنیه، رهبر سیاسی حماس، همراه با محافظ شخصی خود در تهران، پایتخت ایران، توسط حمله منتسب به اسرائیل ترور شد. هنیه پس از شرکت در مراسم تحلیف رئیس‌جمهور ایران، مسعود پزشکیان، در محل اقامت خود در مهمانخانه‌ای که توسط سپاه پاسداران اداره می‌شد، کشته شد. این ترور چند ساعت پس از بمباران بیروت توسط اسرائیل که منجر به ترور فؤاد شکر، فرمانده حزب‌الله، کشته شدن یکی از اعضای سپاه و کشته شدن پنج غیرنظامی شد، صورت گرفت.

### ترورسید حسن نصرالله(۲۷ سپتامبر)
در ۲۷ سپتامبر سید حسن نصرالله دبیرکل حزب‌الله لبنان توسط نیروی هوایی اسرائیل ترور شد.

### حمله ایران به اسرائیل (۱ اکتبر)
در ۱ اکتبر ایران به اسرائیل حمله کرد.

### پاسخ اسرائیل (۲۶ اکتبر)
در ۲۶ اکتبر اسرائیل به ایران حمله کرد.